# Индекс автомобильных номеров Австрии

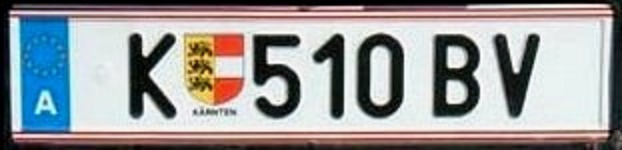
Внешний вид государственного регистрационного номерного знака Австрии

Регистрационные номерные знаки Австрии (нем. Österreichische Kfz-Kennzeichen) используются для регистрации безрельсовых транспортных средств. Австрийские номерные знаки являются юридически утверждёнными номерными табличками, которые обязательны для каждого эксплуатируемого автомобиля.

## Внешний вид

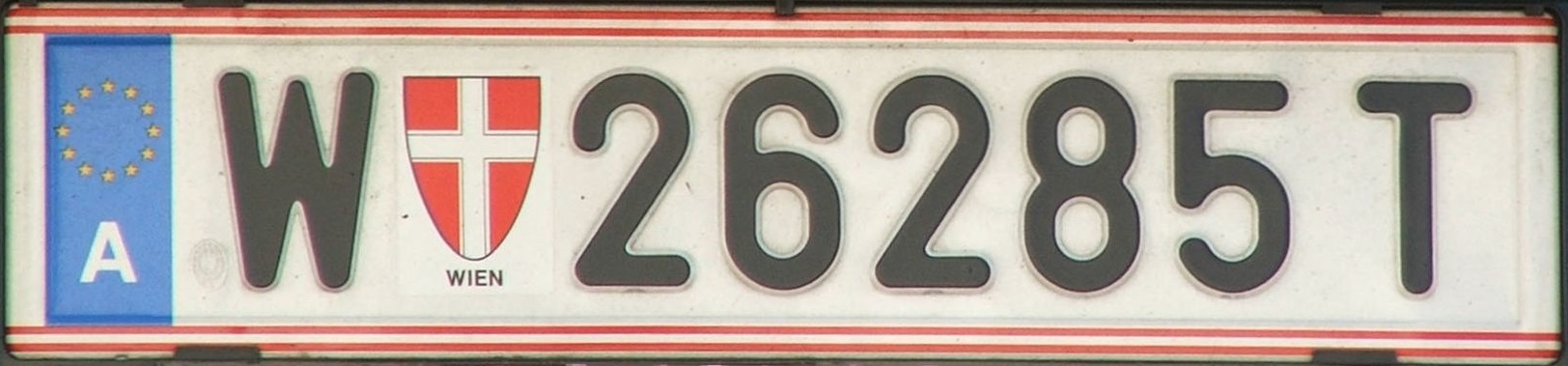
Австрийский номерной знак — W означает Вену

Номерные знаки изготавливаются из металла. Сверху и снизу пластина раскрашена в цвета австрийского флага - красный, белый и красный цвета. С левой стороны расположена синяя полоса, традиционная для стран ЕС; символы изображаются чёрным цветом на белом фоне. На каждом автомобиле должны быть расположены два знака — впереди и сзади.

## Буквенно-цифровая система
Буквенно-цифровая схема регистрационных знаков имеет формат «XX-(знак провинции)-цифра-буква(вы)» или «XX-(знак провинции)-личный буквенный номер»;
- XX — одна или две буквы обозначают административный округ, где проживает зарегистрированный владелец. Столицы провинций имеют одну букву, все остальные округа — по две.
- знак провинции — геральдический знак Федеральной провинции, к которой принадлежит округ; дипломатические транспортные средства вместо него имеют дефис(-)
- цифры и буквы используются в порядке возрастания.

Существует несколько буквенно-цифровых схем:
- До 2000 года знаки выдавались администрациями округов, использующими разнообразные схемы расположения символов, например одна цифра и три буквы FK 1 ABC в округе Feldkirch, две цифры и две буквы WL 12 AB в округе Wels.
- С 2000 года регистрация автомобилей была возложена на страховые компании от имени правительства. Филиалы офисов этих компаний выдавали номерные знаки формата три цифры и две буквы (напр. XX 123 AB) в каждом округе.
- Автомобили в Вене имеют 5 цифр + 1 букву (напр. W 12345 A) или 4 цифры + 2 буквы (напр. W 1234 AB)
  - Существуют стандартизированные аббревиатуры для специальных типов машин:
    - RD — Rettungsdienst (скорая помощь)
    - BE — Bestattung (ритуальные услуги)
    - TX — Taxi (такси)
    - LO — Linienomnibus (автобусы государственных служб)
    - GT — Gütertransport (транспортировка товаров)
- Армия, дипломаты, полиция и т. д. после префикса имеют просто номер (начиная с 1 и по возрастающей)

## Индивидуальные номера
В Австрии возможно получить индивидуальный номерной знак, уплатив 245 (=227+18) Евро; буквенно-цифровой формат будет иметь вид «xx-провинция-заказанная надпись-номер из одной цифры», которые делает такие номера легко отличимыми от стандартных (напр. G TOMMY 1)

## Географические приставки

### Столицыфедеральных земель
- - W — Вена
  - S — Зальцбург
  - P — Санкт-Пёльтен
  - E — Айзенштадт
  - G — Грац
  - I — Инсбрук
  - L — Линц
  - K — Клагенфурт
  - B — Брегенц

### Другие города и округа
В Австрии названия некоторых городов совпадают с названием округов, поэтому обычно вторая буква L (от нем. Land) обозначает одноимённый округ. Это относится как к обычным городам, так и к городам-столицам федеральных земель. Иногда буквенное обозначение округа совпадает с буквенным обозначением дипломатических и консульских автомобилей в определённых федеральных землях.
- - AM — Амштеттен (округ)
  - BA — Bad Aussee (–2012)
  - BL — Брук-на-Лайте (округ)
  - BM — Брук-на-Муре (округ) (–2012)
  - BM — Брук-Мюрццушлаг (округ) (2013–)
  - BN — Баден (округ)
  - BR — Браунау-на-Инне (округ)
  - BZ — Блуденц (округ)
  - DL — Deutschlandsberg
  - DO — Dornbirn
  - EF — Eferding
  - EU — Eisenstadt-Umgebung
  - FB — Feldbach (–2012)
  - FE — Feldkirchen
  - FF — Fürstenfeld (–2012)
  - FK — Feldkirch
  - FR — Freistadt
  - GB — Gröbming
  - GD — Gmünd, также автомобили дипломатического корпуса в Штирии
  - GF — Gänserndorf
  - GM — Gmunden
  - GR — Grieskirchen
  - GS — Güssing
  - GU — Graz-Umgebung
  - HA — Hallein
  - HB — Hartberg (–2012)
  - HE — Hermagor
  - HF — Hartberg-Fürstenfeld (2013–)
  - HL — Hollabrunn
  - HO — Horn
  - IL — Innsbruck-Land
  - IM — Imst
  - JE — Jennersdorf
  - JO — St. Johann im Pongau
  - JU — Judenburg (–2011)
  - KB — Kitzbühel
  - KF — Knittelfeld (–2011)
  - KI — Kirchdorf an der Krems
  - KL — Klagenfurt-Land
  - KG — Klosterneuburg (Город)
  - KO — Korneuburg
  - KR — Krems
  - KS — Krems an der Donau (Город)
  - KU — Kufstein
  - LA — Landeck
  - LB — Leibnitz
  - LE — Leoben (Город)
  - LF — Lilienfeld
  - LI — Liezen
  - LL — Linz-Land
  - LN — Leoben
  - LZ — Lienz
  - MA — Mattersburg
  - MD — Mödling
  - ME — Melk
  - MI — Mistelbach
  - MT — Murtal (2012–)
  - MU — Murau
  - MZ — Mürzzuschlag (–2012)
  - ND — Neusiedl am See, также автомобили дипломатического корпуса в Нижней Австрии
  - NK — Neunkirchen, также автомобили консульского корпуса в Нижней Австрии
  - OP — Oberpullendorf
  - OW — Oberwart
  - PE — Perg
  - PL — St. Pölten-Land
  - RA — Radkersburg (–2012)
  - RE — Reutte
  - RI — Ried im Innkreis
  - RO — Rohrbach
  - SB — Scheibbs
  - SD — Schärding, также автомобили дипломатического корпуса в федеральной земле Зальцбург
  - SE — Steyr-Land
  - SL — Salzburg-Umgebung
  - SO — Südoststeiermark (2013–)
  - SP — Spittal an der Drau
  - SR — Steyr (Город)
  - SV — St. Veit an der Glan
  - SW — Schwechat (Город)
  - SZ — Schwaz
  - TA — Tamsweg
  - TU — Tulln
  - UU — Urfahr-Umgebung
  - VB — Vöcklabruck
  - VI — Villach (Город)
  - VK — Völkermarkt, также автомобили консульского корпуса в Форарльберге
  - VL — Villach-Land
  - VO — Voitsberg
  - WB — Wiener Neustadt
  - WE — Wels (Город)
  - WL — Wels-Land
  - WN — Wiener Neustadt (Город)
  - WO — Wolfsberg
  - WT — Waidhofen an der Thaya
  - WU — Wien-Umgebung (–2016)
  - WY — Waidhofen an der Ybbs (Город)
  - WZ — Weiz
  - ZE — Zell am See
  - ZT — Zwettl

### Географические приставки дипломатических и консульских номеров
В Австрии используются специальные географические приставки для автомобилей дипломатических и консульских работников в зависимости от федеральной земли их пребывания. В ряде случаев дипломатические приставки совпадают с приставками городов и округов на обычных номерных знаках.
- - BD — Дипломатический корпус в Бургенланде. (до 1997 года, в настоящее время принадлежит Федеральной автобусной службе)
  - GD — Дипломатический корпус в Штирии, также используется на номерных знаках округа Gmünd
  - GK — Консульский корпус в Штирии
  - KD — Дипломатический корпус в Каринтии
  - KK — Консульский корпус в Каринтии
  - ND — Дипломатический корпус в Нижней Австрии, также используется на номерных знаках округа Neusiedl am See
  - NK — Консульский корпус в Нижней Австрии, также используется на номерных знаках округа Neunkirchen
  - OD — Дипломатический корпус в Верхней Австрии
  - OK — Консульский корпус в Верхней Австрии
  - SD — Дипломатический корпус в Зальцбурге, также используется на номерных знаках округа Schärding
  - SK — Консульский корпус в Зальцбурге
  - TD — Дипломатический корпус в Тироле
  - TK — Консульский корпус в Тироле
  - VD — Дипломатический корпус в Форарльберге
  - VK — Консульский корпус в Форарльберге, также используется на номерных знаках округа Völkermarkt
  - WD — Дипломатический корпус в Вене
  - WK — Консульский корпус в Вене

## Другие буквенные обозначения
- - A — Высшие органы государственной власти Австрийской республики (Президент, Председатель Национального совета, Канцлер, Министры, Председатели высших судов)
  - BB — Bundesbahn (железная дорога)
  - BD — Kraftfahrlinien Bundesbus (автобусная служба)
  - BG — Gendarmerie (местная полиция) — с 2005 года устарело, когда жандармерия и полиция были объединены, но по-прежнему действует на автомобили жандармерии и полиции, зарегистрированные до 2005 года
  - BP — Bundespolizei (государственная полиция) — с 2005 года используется для всех новых автомобилей, зарегистрированных полицией
  - BH — Bundesheer (Бундесхеер, Федеральная Армия)
  - PT — Post & Telekom Austria (национальная телефонная компания)
  - JW — Justizwache (полиция юстиции)
  - ZW — Zollwache (таможня) (–2004)
  - FV — Finanzverwaltung (финансовая администрация) (2005–)